# Abdelaziz Barrada
Abdelaziz Barrada (Provins, 19 de junho de 1989 – Paris, 24 de outubro de 2024), às vezes conhecido apenas como Abdel, foi um futebolista profissional naturalizado marroquino.

## Carreira
Barrada fez parte do elenco da Seleção Marroquina de Futebol nas Olimpíadas de 2012.